# Natação artística nos Jogos Olímpicos de Verão de 2024 - Equipes
A competição por equipes da natação artística nos Jogos Olímpicos de Verão de 2020 foi disputada entre 5 e 7 de agosto no Centro Aquático, em Paris. Um total de 80 nadadoras de 10 Comitês Olímpicos Nacionais (CON) participaram do evento, que pela primeira vez poderia contar com até dois homens na composição das equipes, mas nenhum chegou a ser inscrito para competir.

## Qualificação
No evento por equipes, o Comitê Olímpico Nacional com melhor colocação em cada um dos cinco encontros continentais, com exceção do país anfitrião, a França (que representa a Europa), obteve uma vaga, enquanto os CONs restantes competiram pelas cinco vagas disponíveis no Campeonato Mundial de Esportes Aquáticos de 2024.

## Formato
A competição consistiu em cada equipe realizando três séries, uma na rotina técnica, outra na rotina livre e a última na rotina acrobática. Os pontos acumulados de cada uma dessas rotinas foram somados para determinar a classificação final.

## Calendário
Horário local (UTC+2)
| Data                | Horário | Fase              |
| ------------------- | ------- | ----------------- |
| 5 de agosto de 2024 | 19:30   | Rotina técnica    |
| 6 de agosto de 2024 | 19:30   | Rotina livre      |
| 7 de agosto de 2024 | 19:30   | Rotina acrobática |

## Medalhistas
|  | CHN China                                                                                 |  | USA Estados Unidos                                                                                            |  | ESP Espanha |
|  | Chang Hao Feng Yu Wang Ciyue Wang Liuyi Wang Qianyi Xiang Binxuan Xiao Yanning Zhang Yayi |  | Anita Alvarez Jaime Czarkowski Megumi Field Keana Hunter Audrey Kwon Jacklyn Luu Daniella Ramirez Ruby Remati |  | Txell Ferré Marina García Polo Lilou Lluís Valette Meritxell Mas Alisa Ozhogina Paula Ramírez Iris Tió Blanca Toledano |

## Resultados
As equipes com as três melhores pontuações somando-se a rotina técnica, a rotina livre e a rotina acrobática conquistaram as medalhas.
| Pos.              | CON                | Nadadoras | Rotina técnica | Rotina livre | Rotina acrobática | Total    |
| ----------------- | ------------------ | --- | -------------- | ------------ | ----------------- | -------- |
| Medalha de ouro   | CHN China          | Chang Hao Feng Yu Wang Ciyue Wang Liuyi Wang Qianyi Xiang Binxuan Xiao Yanning Zhang Yayi                                             | 313.5538       | 398.8917     | 283.6934          | 996.1389 |
| Medalha de prata  | USA Estados Unidos | Anita Alvarez Jaime Czarkowski Megumi Field Keana Hunter Audrey Kwon Jacklyn Luu Daniella Ramirez Ruby Remati                         | 282.7567       | 360.2688     | 271.3166          | 914.3421 |
| Medalha de bronze | ESP Espanha        | Txell Ferré Marina García Polo Lilou Lluís Valette Meritxell Mas Alisa Ozhogina Paula Ramírez Iris Tió Blanca Toledano                | 287.1475       | 346.4644     | 267.1200          | 900.7319 |
| 4                 | FRA França         | Laelys Alavez Anastasia Bayandina Ambre Esnault Laura Gonzalez Romane Lunel Eve Planeix Charlotte Tremble Laura Tremble               | 277.7925       | 340.0561     | 268.8001          | 886.6487 |
| 5                 | JPN Japão          | Moe Higa Moeka Kijima Uta Kobayashi Tomoka Sato Ayano Shimada Ami Wada Mashiro Yasunaga Megumu Yoshida                                | 284.9017       | 343.0291     | 252.7533          | 880.6841 |
| 6                 | CAN Canadá         | Scarlett Finn Audrey Lamothe Jonnie Newman Raphaelle Plante Kenzie Priddell Claire Scheffel Jacqueline Simoneau Florence Tremblay     | 262.4808       | 343.6854     | 253.0567          | 859.2229 |
| 7                 | MEX México         | Regina Alférez Fernanda Arellano Nuria Diosdado Itzamary González Joana Jiménez Samanta Rodríguez Jessica Sobrino Pamela Toscano      | 242.9491       | 347.3874     | 263.4567          | 853.7932 |
| 8                 | ITA Itália         | Linda Cerruti Marta Iacoacci Sofia Mastroianni Enrica Piccoli Lucrezia Ruggiero Isotta Sportelli Giulia Vernice Francesca Zunino      | 277.8304       | 326.1500     | 241.9866          | 845.9670 |
| 9                 | AUS Austrália      | Rayna Buckle Georgia Courage-Gardiner Raphaelle Gauthier Kiera Gazzard Margo Joseph-Kuo Anastasia Kusmawan Zoe Poulis Milena Waldmann | 235.9071       | 280.5521     | 211.9766          | 728.4358 |
| 10                | EGY Egito          | Farida Abdelbary Mariam Ahmed Nadine Barsoum Amina Elfeky Hanna Hiekal Salma Marei Sondos Mohamed Nehal Saafan                        | 242.7651       | 243.9896     | 219.2267          | 705.9814 |